# Stefan Sell (Sozialwissenschaftler)

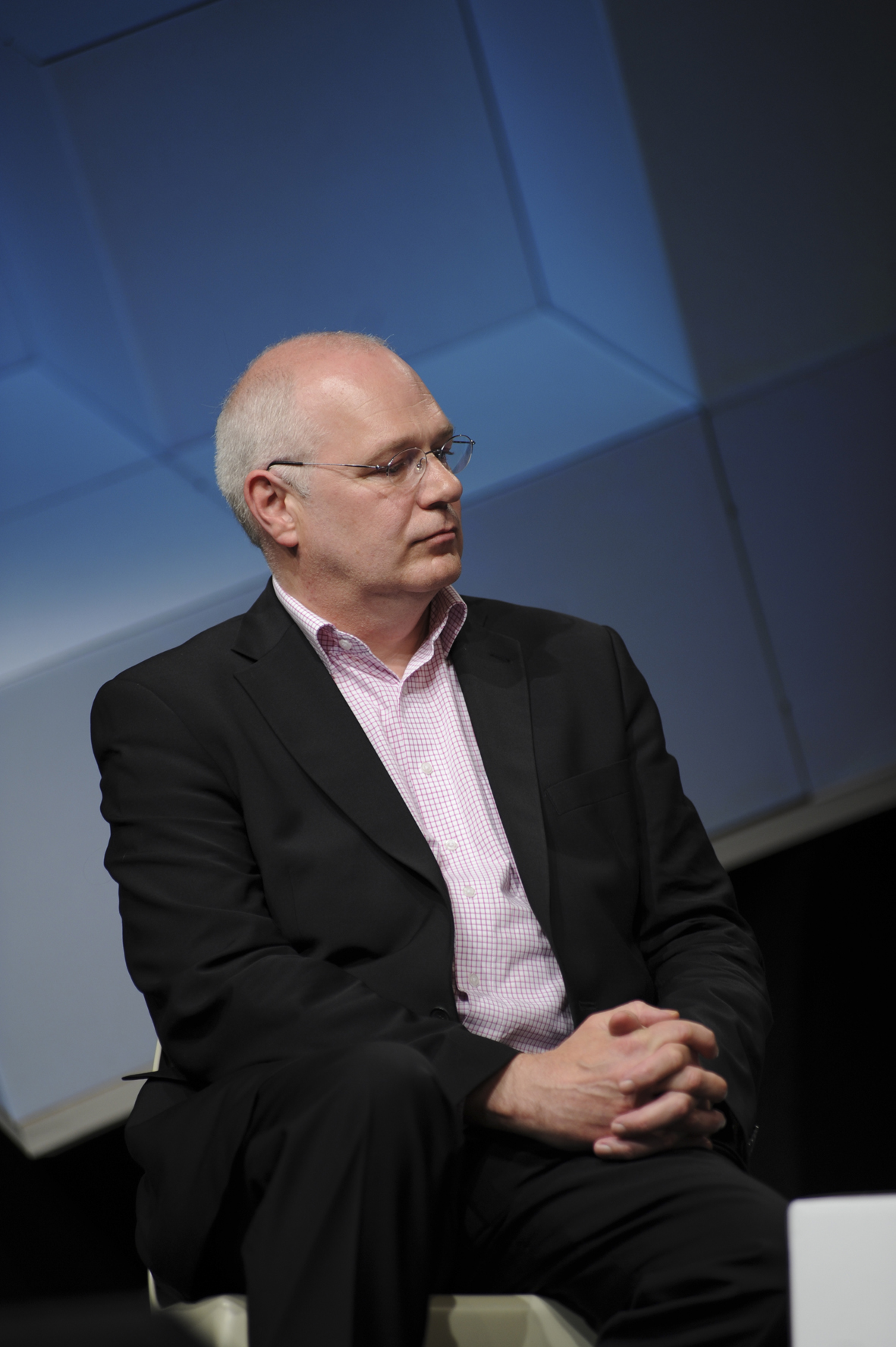
Stefan Sell (2013)

Stefan Sell (* 3. Juli 1964 in Eutin) ist ein deutscher Sozialwissenschaftler. Er ist Professor für Volkswirtschaftslehre, Sozialpolitik und Sozialwissenschaften am RheinAhrCampus Remagen der Hochschule Koblenz und gilt als „Experte in Arbeitsmarktfragen“.

## Leben
Stefan Sell absolvierte von 1981 bis 1983 eine Ausbildung zum Krankenpfleger an der Krankenpflegeschule des Kreiskrankenhauses Bad Segeberg. Von 1983 bis 1986 besuchte er die gymnasiale Oberstufe der Städtischen Gesamtschule Essen und machte so auf dem sogenannten zweiten Bildungsweg sein Abitur. Von 1986 bis 1988 leistete er seinen Zivildienst in einem Kinder- und Jugendzentrum in Gladbeck. Es folgte von 1988 bis 1991 ein Studium der Sozialwissenschaft an der Ruhr-Universität Bochum, das er mit dem Diplom abschloss. Sell war Stipendiat des Evangelischen Studienwerks.
Anschließend arbeitete er 1992 im Landesarbeitsamt Nordrhein-Westfalen, war 1993 Referent für Arbeitsmarktpolitik im Bundeskanzleramt in Bonn sowie 1994 Leiter des Arbeitsamtes in Tübingen. Von 1995 bis 1996 war Sell Referent für Grundsatzfragen der Arbeitsmarktpolitik und Arbeitsvermittlung im Landesarbeitsamt Baden-Württemberg in Stuttgart. 1995 promovierte er an der Fakultät für Sozialwissenschaft der Ruhr-Universität Bochum mit einer Arbeit über die regionalpolitische Entwicklungsgeschichte in Deutschland seit den 1920er Jahren.
Von 1996 bis 1999 war er Professor für Wirtschaftswissenschaft und Arbeitsmarktpolitik an der Fachhochschule des Bundes für öffentliche Verwaltung in Mannheim. Im März 1999 kam Sell an die 1996 gegründete Fachhochschule Koblenz (FH Koblenz), wo er bis heute tätig ist. Unter anderem baute er dort den betriebswirtschaftlichen Diplom-Studiengang Gesundheits- und Sozialwirtschaft im Fachbereich Betriebs- und Sozialwirtschaft auf, den er bis 2002 auch leitete. Bis 2005 war er stellvertretender Leiter des Aufbauausschusses des weiteren Standortes der FH Koblenz in Remagen. Bis 2006 übernahm er den Aufbau, Entwicklung und Leitung des berufsbegleitenden Fernstudiengangs Bildungs- und Sozialmanagement mit Schwerpunkt frühe Kindheit für das Leitungspersonal von Kindertageseinrichtungen (Bachelor of Arts).
Er ist Gründungsvorsitzender des Trägervereins Kindertagesstätte des RheinAhrCampus der FH Koblenz e. V., der seit 2004 eine Kindertagesstätte am RheinAhrCampus in Remagen betreibt.
Heute hat Sell eine Professur für Volkswirtschaftslehre, Sozialpolitik und Sozialwissenschaften am RheinAhrCampus der Hochschule Koblenz in Remagen im Fachbereich Betriebs- und Sozialwirtschaft und ist Direktor des Instituts für Sozialpolitik und Arbeitsmarktforschung (ISAM; bis 31. Dezember 2015: Institut für Bildungs- und Sozialpolitik, IBUS) der Hochschule Koblenz. Über seine Lehrtätigkeit hinaus nimmt er durch zahlreiche Publikationen (s. Veröffentlichungen) und Vorträge am gesellschaftlichen Diskurs über sozial- und arbeitsmarktpolitische Fragen teil und ist häufiger Interviewpartner von Presse, Rundfunk und Fernsehen.
Am 22. April 2016 wurde er für sein sozialpolitisches Engagement mit dem „Regine-Hildebrandt-Preis 2016“ ausgezeichnet.
Stefan Sell ist verheiratet und hat drei Kinder. Er lebt mit seiner Familie in Remagen.

## Veröffentlichungen
Sell veröffentlichte mittlerweile mehrere Fachbücher sowie eine Vielzahl von Fachaufsätzen und Beiträgen in Fach- und Lehrbüchern, Fachzeitschriften sowie anderen Printmedien und sonstigen Medien, vor allem zu volkswirtschaftlichen, sozialpolitischen und arbeitsmarktpolitischen Themen sowie zu Fragen der Kindertagesbetreuung.
Er betreibt privat im Internet ein sozialpolitisches Informationsportal zur aktuellen Sozialpolitik und stellt dort auch seine Texte (wie Remagener Beiträge zur aktuellen Sozialpolitik und Remagener Beiträge zur aktuellen Kinder- und Jugendhilfe) als Downloads zur Verfügung.
Fachbücher (Auswahl)
- Stefan Sell und Tim Obermeier: Werkverträge entlang der Wertschöpfungskette. Zwischen unproblematischer Normalität und problematischer Instrumentalisierung, Düsseldorf: Hans-Böckler-Stiftung, 2016[10]
- Stefan Sell, Nicole Kukula und Birte Tiedemann: MehrWertSchöpfung. Eine Studie zur ökonomischen Bedeutung der Freien Wohlfahrtspflege in Rheinland-Pfalz. Aachen: Shaker Verlag, 2015
- Grundlagen der Organisationsentwicklung in Bildungs- und Betreuungseinrichtungen  (= Studienbuch … zum Bildungs- und Sozialmanagement. Bd. 21). Ibus-Verlag, Remagen 2007, ISBN 3-938724-28-5.
- Mit Rahel Dreyer: Kompetent für Kinder. Ausbildung der Erzieherinnen und Erzieher zwischen Fachschule und Akademisierung (= Kitamanagement konkret. Bd. 7). Hrsg.: Dieter Dohmen. Link DKV, Kronach 2007, ISBN 978-3-556-01037-2.
- Stefan Sell: Modernisierung und Professionalisierung der Arbeitsvermittlung. Strategien, Konzepte und Modelle unter Berücksichtigung internationaler Erfahrungen, Berlin: Friedrich-Ebert-Stiftung, 2006[11]
- Bildungspolitik und Bildungsökonomie. Ibus-Verlag, Remagen 2005, ISBN 3-938724-06-4.
- Mit Ralf Haderlein: Grundlagen des strategischen und operativen Managements in Bildungs- und Betreuungseinrichtungen  (= Studienbuch … zum Bildungs- und Sozialmanagement. Bd. 9). Ibus-Verlag, Remagen 2005, ISBN 3-938724-08-0.
- Mit Gudrun Jakubeit: Leitungsfunktionen im strukturellen Wandel (= Studienbuch … zum Bildungs- und Sozialmanagement. Bd. 3). Ibus-Verlag, Remagen 2005, ISBN 3-938724-02-1.
- Wirtschaftswissenschaftliche Grundlagen (= Studienbuch … zum Bildungs- und Sozialmanagement, Bd. 2). Ibus-Verlag, Remagen 2005, ISBN 3-938724-01-3.
- Die gesellschaftspolitische Entleerung der Regionalpolitik. Eine Untersuchung der Entwicklungsgeschichte der regionalpolitischen Diskussion und ihrer Leitbilder in Deutschland seit den 20er Jahren. Peter Lang Verlag, Frankfurt am Main u. a: 1995, ISBN 3-631-49324-X (zugleich Dissertation, Universität Bochum 1995).